# 扎加特卡 (拉傑霍夫區)
50°18′54″N 25°2′56″E / 50.31500°N 25.04889°E
扎加特卡（烏克蘭語：Загатка），是烏克蘭西部的村莊，隸屬利維夫州的舍普季茨基區。該村面積0.2平方公里，海拔高度192米，2001年人口67，人口密度每平方公里335人。